# I Won't Tell a Soul
I Won't Tell a Soul è un singolo del cantante statunitense Charlie Puth, pubblicato nel 2015 dall'etichetta discografica Atlantic Records.